# Elkin Barrera
Elkin Gilberto Barrera Chapparo (Sagamoso, 6 juli 1971) is een Colombiaans voormalig wielrenner.

## Belangrijkste overwinningen
1996
- 10e etappe Ronde van Colombia

1997
- 5e etappe Ronde van Colombia

2000
- 7e etappe Clásico RCN